# Godzilla: Monster of Monsters
Godzilla: Monster of Monsters is een computerspel voor de Nintendo Entertainment System, gebaseerd op het monster Godzilla. Het spel kwam uit in 1988, en werd zowel gemaakt als uitgegeven door Toho Co. LTD.

## Verhaal
De mysterieuze Planeet X verschijnt wanneer Pluto en Neptunus van plaats wisselen in het zonnestelsel. De bewoners van de planeet beginnen meteen met een poging de aarde te veroveren. Ze gebruiken een legioen van ruimtemonsters als hun primaire aanvalskracht. Godzilla moet hen samen met Mothra zien te verslaan.

## Gameplay
GMoM bevat twee bespeelbare personages: Godzilla en Mothra. De speler gebruikt beide monsters om beurten op een virtueel speelbord. De monsters bewegen als schaakstukken.
Er zijn verschillende levels, waaronder bossen, bergen, vijandige hoofdkwartieren, de ruimte en ruïnes van steden.

## Monsters
- Godzilla: een van de bespeelbare monsters. Kan aanvallen met zijn klauwen, voeten, staart en atoomstraal. Hij is langzaam, maar fysiek erg sterk.
- Mothra: het andere bespeelbare monster. Ze kan kleine energiebollen afvuren en gifsporen verspreiden. Fysiek is ze zwak, maar ze kan erg snel bewegen.
- Gezora: Een monster uit de film Space Amoeba. Heeft een zwakke verdediging en aanval.
- Moguera: het mechanische beest dat voor het eerst verscheenin de film The Mysterians. Vuurt hittestralen af uit zijn ogen.
- Varan: een monster uit de film Varan the Unbelievable. Varan is een vechter die vooral slag en traptechnieken gebruikt.
- Hedorah: het smogmonster. Heeft tentakels en kan gif spuwen.
- Baragon: een van de kleinere monsters in het spel. Gebruikt een vuurstraal en zijn hoorn om aan te vallen. Baragon breekt soms de vierde wand door de speler rechtstreeks aan te kijken.
- Gigan: een van Godzilla’s bekende vijanden. Zijn oog vuurt lasers af, en hij heeft een zaag in zijn torso.
- Mechagodzilla: een mechanische versie van Godzilla, met vrijwel dezelfde fysieke eigenschappen
- King Ghidorah: een grote driekoppige draak die bliksem kan afvuren. Hij is de laatste tegenstander uit het spel

## Trivia
- Een van de ruimteschepen in het spel is de Super X, afkomstig uit de film The Return of Godzilla.

## Ontvangst
| Beoordeeld door                     | Datum             | Score |
| ----------------------------------- | ----------------- | ----- |
| VideoGame                           | april 1991        | 100%  |
| 1UP!                                | 22 maart 2013     | 66%   |
| Digital Press - Classic Video Games | 28 december 2005  | 55%   |
| Digital Press - Classic Video Games | 27 september 2005 | 50%   |
| Electronic Gaming Monthly (EGM)     | januari 1990      | 50%   |
| Mean Machines                       | juli 1992         | 45%   |
| The Review Busters                  | 2009              | 45%   |
| Player One                          | juni 1992         | 25%   |
| Netjak                              | 10 mei 2006       | 22%   |
| The Video Game Critic               | 14 mei 2000       | 0%    |